# Ludwig Biermann
Ludwig Franz Benedikt Biermann (ur. 13 marca 1907 w Hamm, zm. 12 stycznia 1986 w Monachium) – niemiecki fizyk i astronom.

## Życiorys
Studiował w Wyższej Szkole Technicznej w Hanowerze, a następnie na Uniwersytecie Ludwika i Maksymiliana w Monachium oraz Uniwersytecie Albrechta i Ludwika we Fryburgu. Stopień doktora uzyskał w 1932 roku na Uniwersytecie Jerzego Augusta w Getyndze.
Pracował na uczelniach w Edynburgu, Jenie, Berlinie i Hamburgu, prowadząc badania z zakresu teorii astrofizyki i fizyki plazmy. Był dyrektorem sekcji astrofizyki Max-Planck-Institut für Physik und Astrophysik.
Prowadził prace związane z modelowaniem chromosfery oraz korony słonecznej. Jego obserwacje warkoczy kometarnych pozwoliło na teoretyczne przewidzenie występowania wiatru słonecznego.

## Wyróżnienia i nagrody
- Bruce Medal (1967)
- Złoty Medal Królewskiego Towarzystwa Astronomicznego (1974)
- Medal Karla Schwarzschilda (1980)

### Nazwane jego imieniem
- planetoida (73640) Biermann
- Nagroda Ludwiga Biermanna, przyznawana przez Astronomische Gesellschaft wybitnym młodym astronomom (do 35 roku życia)